# Edge (игра)
Edge — видеоигра-головоломка, разработанная Mobigame для мобильных платформ. Изначально издана в App Store в декабре 2008 года, игра была выпущена для PlayStation Minis в Европе и Австралии 2 декабря 2010 года и 20 сентября 2011 в Северной Америке. Также была издана на платформе Java в формате .jar для старых мобильных телефонов. Для PC (Steam) Edge вышла 11 августа 2011 года и для Android 31 января 2012 года. Выпуск для Wii U состоялся 21 ноября 2013 года, для Nintendo 3DS — 26 ноября 2013 года.

## Игровой процесс

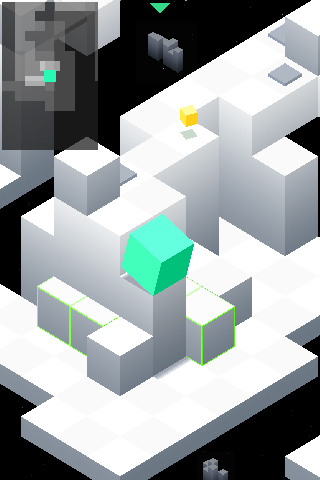
Скриншот игры

Игрок управляет движением кубика, который перекатывается уровнями, ища выход из лабиринтов. При этом следует избегать падений за пределы лабиринта и блокировки пути. На короткое время кубик может «прилипать» к стенам одним из ребер, и время, затраченное на вис на стене, вычитается из конечного времени уровня. На уровнях разбросаны радужные призмы. Изначальная скорость кубика довольно медленная, но при подборе такой призмы он получает значительную прибавку к скорости перемещения. От количества собранных призм зависит оценка, которую игрок получит при прохождении уровня (от «D» до «S+»). Также оценка зависит от количества затраченного времени.
Игра насчитывает 48 уровней, где следующие сложнее предыдущих. В конце появляется противник — чёрный кубик, которого в 45-м уровне нужно перегнать и скинуть с лабиринта. После этого, если игрок собрал все призмы в предыдущих, открываются ещё три уровня повышенной сложности.
Игра выполнена в минималистическом стиле. Все объекты на уровнях кубической формы. Элементы лабиринтов могут двигаться или изменять свои свойства, препятствуя игроку в прохождении. Так существуют полы, которые проваливаются за кубиком, стены, которые отталкивают его. Решения некоторых головоломок требует нажатия кубиком кнопок, которые запускают соответствующие изменения лабиринта. Для прохождения некоторых мест кубик должен уменьшиться, став на специальную площадку. Тогда он получает способность перекатываться по вертикальным поверхностям.
Расширенная версия под названием EDGE Extended имеет обновленный движок, который обеспечивает более реалистичную перспективу, поддержку сглаживания изображения 4xMSAA и 15 дополнительных уровней.